# Doe Mee!
Doe Mee! was een Nederlands striptijdschrift voor de jeugd dat van 1936 tot 1942 verscheen en vervolgens van 1946 tot 1949.

## Geschiedenis
Het blad was een uitgave van uitgeversmaatschappij 'De Jeugd' en werd gedrukt door het Algemeen Handelsblad, waar ook de redactie zat. Het eerste nummer verscheen op 7 mei 1936 en publiceerde voornamelijk Amerikaanse strips, waarvan Popeye, Flash Gordon, Tim Tyler's Luck en The Katzenjammer Kids de populairste waren. Tijdens de Tweede Wereldoorlog, in 1942 verboden de Duitse bezetters verdere publicatie van Amerikaanse strips en werden er meer Nederlandse striptekenaars en auteurs in het blad opgenomen, zoals Auke Tadema, Marten Toonder, Phiny  Dick, Pax Steen, Joop Geesink, Hans Kaales, Rie Cramer, Anton Hildebrand, Adriaan Viruly, Godfried Bomans, Boy ten Hove, Lex Metz, Weynand Grijzen, e.a. 
Tot juni 1942 was Doe Mee! een weekblad en tot eind december dat jaar een tweewekelijks blad. Na de oorlog nam uitgeverij De Jeugd het blad weer op als maandblad, maar mede door de papierschaarste was Doe Mee! veel kleiner qua formaat en werd in zwart-wit uitgegeven. Men trachtte het blad als tweemaandelijks magazine uit te geven, maar uiteindelijk ging het op 15 december 1949 definitief failliet.

## Bron
- https://www.lambiek.net/aanvang/doemee.htm